# Scuola agenti del Corpo di polizia penitenziaria
La Scuola agenti del Corpo di polizia penitenziaria di Roma è una delle nove scuole di formazione che provvedono a formare il personale effettivo del Corpo di polizia penitenziaria italiano.
Attiva dal 1992, è situata in Via Brava ed occupa una superficie di 130.000 m². Suo compito è di organizzare e svolgere corsi di formazione base e di aggiornamento a tutto il personale dell'Amministrazione penitenziaria, che vi tiene anche seminari, convegni e iniziative varie. Ospita la sede del Gruppo operativo mobile. La scuola dispone di una palestra da 500 m², un campo di calcio, tre campi da tennis e una piscina di 500 m², oltre ad un poligono di tiro di 600 m².